# Sarrià de Ter
Sarrià de Ter település Spanyolországban, Girona tartományban. Sarrià de Ter Girona, Sant Julià de Ramis és Sant Gregori községekkel határos. Lakosainak száma 5392 fő (2024).

## Népesség
A település népessége az elmúlt években az alábbi módon változott:
| Lakosok száma | 118  | 954  | 1231 | 1821 | 3237 | 3930 | 4468 | 4937 | 5170 | 5392 |
|               | 1717 | 1887 | 1936 | 1960 | 1991 | 2004 | 2009 | 2014 | 2019 | 2024 |